# Кугушево (Татарстан)
Кугушево (тат. Күгеш) — село на правобережной, Нагорной стороне Зеленодольского района Республики Татарстан. Административный центр Кугушевского сельского поселения.

## География
Расположено на овраге Саби-Чугур в 1,5 км от левого берега реки Ари, вблизи границы с Чувашской Республикой, в 46 км к юго-западу от Зеленодольска. Почти срослось с деревней Айдарово.

## История
Известно с периода Казанского ханства. 
В XVIII – первой половине XIX века жители относились к сословию государственных крестьян (из бывших ясачных, в начале XVIII века переведенных в служилые и приписанных к лашманской повинности), более 20% числились крещёными. Основные занятия жителей в этот период – земледелие и разведение скота, было распространено изготовление башмаков и домашней обуви.
По официальным данным, первый приход был открыт в начале XIX века, второй – в 1912 году.
Согласно «Спискам населённых мест Российской империи» по состоянию на 1859 год в казённой деревне Кугушева, входившей в состав Цивильского уезда: 169 дворов крестьян, население — 524 душ мужского пола и 501 женского, всего — 1025 человек. Магометанская мечеть.
По сведениям переписи 1897 года, в деревне Кегушово Цивильского уезда Казанской губернии проживали 1413 человек (711 мужчин и 702 женщины), все мусульмане.
В начале XX века здесь действовали мечеть, медресе, 4 ветряные мельницы, кузница, магазин, 6 мелочных лавок. В этот период земельный надел сельской общины составлял 1649,9 десятины.
До 1920 года село входило в Ново-Ковалинскую волость Цивильского уезда Казанской губернии. С 1920 года в составе Свияжского кантона ТАССР. С 14 февраля 1927 года в Нурлат-Ачасырском, с 1 августа 1927 года в Нурлатском, с 1 февраля 1963 года в Зеленодольском районах.
В 1931 году в селе организован колхоз им. Вахитова, с 1994 года коллективное предприятие, с 2000 года сельскохозяйственный производственный кооператив, с 2003 года животноводческий комплекс им. Вахитова акционерного общества «Красный Восток Агро» (молочное скотоводство, полеводство).

## Население
| 1782 | 1859 | 1897 | 1908 | 1920 | 1926 | 1938 | 1949 | 1958 | 1970 | 1979 | 1989 | 2002 | 2017 |
| ---- | ---- | ---- | ---- | ---- | ---- | ---- | ---- | ---- | ---- | ---- | ---- | ---- | ---- |
| 266  | 993  | 1413 | 2142 | 1613 | 1116 | 1256 | 880  | 665  | 663  | 561  | 437  | 409  | 346  |

Национальный состав села — татары.

## Инфраструктура
В селе действуют неполная средняя школа (с 1926 г. как начальная), дом культуры и библиотека, детский сад (с 1985 г.), фельдшерско-акушерский пункт (с 1986 г.), ветеринарный участок (с 2015 г.).

## Религия
Мечеть (с 1995 г.).